# Эль-Кувейт
Эль-Куве́йт, Куве́йт (араб. الكويت‎) — столица государства Кувейт.
Население города — 60,2 тыс. жителей (2016, оценка), с пригородами образует агломерацию с населением 2,874 млн человек (2016).

## Этимология
Эль-Кувейт (араб. الكويت‎) — на арабском означает «городок, крепостица». От названия города получила название вся страна.

## История
Первые сведения о городе относятся к XVIII веку, именно с этого времени говорят о начале существования Кувейта. В XVII веке Эль-Кувейт был известен как рыбацкий посёлок. С начала XVIII века быстро превратился в крупный центр транзитной торговли между Аравией и Индией.
На протяжении ряда столетий город был центром шейхства Кувейт, входившего начиная с XVI века в состав Османской империи, а в 1899 году перешедшего под протекторат Великобритании. Обнаружение богатых месторождений нефти на территории Кувейта и в окрестностях его столицы способствовало быстрому экономическому развитию страны, однако основная прибыль от нефтедобычи и промышленного производства уходила в США и Великобританию. Это вызывало недовольство не только рабочих, но и местных олигархов.
19 июня 1961 году в столице страны между правительством Великобритании и эмиром Кувейта Абдаллах ас-Сабахом было подписано соглашение об аннулировании договора 1899 года и Кувейт обрёл независимость. В 1990 году Кувейт оказался в зоне оккупации иракскими войсками и был освобожден только в феврале 1991 года. Столица Кувейта в настоящее время представляет собой современный город с радиальной застройкой расширенных и озелененных улиц.

## География
Город расположен на низком южном берегу одноимённого залива — единственной глубоководной гавани на западном побережье Персидского залива. Город делится на три зоны: промышленная (в западном пригороде Эш-Шувайх), учебная (где располагается Кувейтский университет, школы и научно-исследовательские учреждения) и оздоровительная (простирается вдоль приморской дороги на город Эль-Джахра).

## Архитектура
Среди исторических сооружений:
- мечеть аль-Хамис (1772—73);
- мечеть Абду-р-Раззак (1797);
- жилые дома ан-Нисф (ок. 1827—1837), аль-Бадр (ок. 1837—47), аль-Ганим (1916);
- правительственный дворец ас-Сейф (1960-64; расширен в 1973—83, архитекторы Рейма и Райли Пиетиля);
- здание муниципалитета (1962, арх. Салам Абду-ль-Баки);
- здание Национального собрания (1973—85, Й. Утзон);
- Государственная мечеть (1976—84, арх. М. Макия);
- комплекс «Кувейт тауэрс» (1977, бюро VBB);
- ансамбль набережной аш-Шарк (1998, Н. Ардалан);
- небоскрёбы Министерства нефти (1996—2005, арх. А. Эриксон);
- «аль-Хамра» (2011, архит. бюро «Skidmore, Owings & Merrill») — самое высокое здание Кувейта (выс. 412 м)[3].

## Климат
Климат Кувейта исключительно жаркий. Он является субтропическим пустынным и характерен чрезвычайно высокими температурами в летний период. Летние средние максимумы редко опускаются ниже +45 °C, порой поднимаясь до +50…+55 °C в тени. Осадки в летний период исключены, из-за чрезвычайно высоких температур бывают пыльные бури.
Зима характерна изменчивой погодой. Все редкие осадки приходятся на осенне-зимний период, когда город достигают редкие циклоны, в основном с Индийского океана.
| Показатель                    | Янв. | Фев. | Март | Апр. | Май  | Июнь | Июль | Авг. | Сен. | Окт. | Нояб. | Дек. | Год   |
| ----------------------------- | ---- | ---- | ---- | ---- | ---- | ---- | ---- | ---- | ---- | ---- | ----- | ---- | ----- |
| Абсолютный максимум, °C       | 36,6 | 37,8 | 44,5 | 46,6 | 52,0 | 54,9 | 55   | 53,5 | 51,2 | 49,5 | 43,1  | 38,5 | 55    |
| Средний суточный максимум, °C | 18,5 | 21,2 | 26,2 | 32,8 | 41,6 | 45,5 | 46,4 | 46,9 | 42,6 | 37,0 | 26,9  | 20,5 | 33,4  |
| Средняя температура, °C       | 12,8 | 15,0 | 19,5 | 25,8 | 32,5 | 36,9 | 38,7 | 37,9 | 34,2 | 28,1 | 20,3  | 14,6 | 26,4  |
| Средний суточный минимум, °C  | 7,3  | 8,9  | 12,8 | 18,9 | 24,9 | 28,1 | 29,9 | 29,1 | 25,3 | 20,4 | 14,1  | 9,1  | 19,1  |
| Абсолютный минимум, °C        | 4,0  | 4,6  | 8,1  | 10,9 | 16,7 | 22,8 | 24,7 | 23,8 | 20,0 | 12,4 | 10,7  | 7,5  | 4,0   |
| Норма осадков, мм             | 30,2 | 10,5 | 18,2 | 11,5 | 0,4  | 0,0  | 0,0  | 0,0  | 0,0  | 1,4  | 18,5  | 25,5 | 116,2 |

## Транспорт
Крупный порт в северо-западной части Персидского залива. Международный аэропорт.

## Агломерация Эль-Кувейт
Агломерация Эль-Кувейт — политический, научный, культурный и экономический центр страны. Здесь размещаются центральные органы государственной власти, различные министерства и ведомства, дипломатические представительства, головные офисы и подразделения национальных и иностранных компаний и банков, Центральный банк Кувейта (1969), Кувейтская фондовая биржа (ведёт историю с 1962). В сфере услуг выделяются административные услуги, торговля, банковско-финансовый бизнес, медицинские и транспортно-логистические услуги, ресторанное и гостиничное дело, туризм (включая деловой). Основная часть промышленных предприятий — в индустриальной зоне в Эш-Шуайбе.
Нефтеперерабатывающие и нефтехимические заводы. Опреснение морской воды. ТЭС. Крупные цементные заводы. Производство стали, проката и труб. Судоремонт. Сборка автомобилей и бытовой техники. Пищевкусовая промышленность (в том числе переработка рыбы). Кустарные промыслы (ювелирные украшения, медная посуда и др.). Рыболовство и добыча жемчуга.
Среди научных учреждений:
- Арабский институт планирования (1966),
- Кувейтский университет (1966)
- Кувейтский институт научных исследований (1967),
- Арабский образовательный исследовательский центр стран Персидского залива (1978),
- Ближневостный институт средств информационных исследований (1998);
- Научный центр (2000)[3].

В составе Научного центра самый большой аквариум на Ближнем Востоке. В 1923 году открыта Национальная библиотека Кувейта. Имеется ряд музеев: национальный музей (1957), научно-педагогический музей (1972), музей им. Тарека Раджаба (открыт в 1980), музей исламского искусства (1983), музей и культурный фонд бедуинов Бейт-ас-Саду и др. Кроме того в Эль-Кувейте имеется зоопарк, несколько парков, стадион вместимостью 65 тыс. мест.

## Города-побратимы
- Флоренция (итал. Firenze), Италия